# Tekki Shodan
Tekki Shodan (鉄騎初段 Tekki Shodan?, “jinete de hierro, nivel 1”) es el primer kata de la serie Tekki del estilo Shotokan de karate. Fue creada por Ankō Itosu hacia el siglo XX.

## Etimología
Originalmente llamada Naihanchi, fue Gichin Funakoshi quien le cambió el nombre por Tekki.

## Estructura
Las katas Tekki se caracterizan por tener un embusen lineal lateral, manteniendo todo el rato la posición de kiba dachi.
Contiene 23 movimientos y 2 kiais.

### Posiciones (dachi)
- Kiba dachi
- Nami ashi

### Defensas (uke)
- Haishu uke
- Gedan barai
- Uchi uke
- Nagashi uke
- Sokumen uke

### Ataques directos (tsuki)
- Kage tsuki
- Ura tsuki
- Morote tsuki

### Ataques indirectos (uchi)
- Empi uchi

### Patadas (geri)
- Fumikomi

### Vídeos
- Tekki Shodan, por Gichin Funakoshi en YouTube.
- Tekki Shodan, por Hirokazu Kanazawa en YouTube.
- Tekki Shodan, por Yoshiharu Osaka con Masatoshi Nakayama en YouTube.
- Tekki Shodan, por un alumno de la JKA en los 60 en YouTube.

- Datos: Q3982634